# Capa de gel de l'Antàrtida Oriental
La Capa de gel de l'Antàrtida Oriental (East Antarctic Ice Sheet o EAIS en anglès) es troba entre el 45° oest i el 168° est longitudinalment. Es va formar per primera vegada fa uns 34 milions d'anys, i és la capa de gel més gran de tot el planeta, amb un volum molt més gran que la capa de gel de Groenlàndia o la capa de gel de l'Antàrtida Occidental (WAIS), de la qual està separat pel Muntanyes Transantàrtiques. La capa de gel té un gruix d'uns 2,2 km de mitjana i fa 4.897 m en el seu punt més gruixut. També és la llar del pol sud geogràfic, el pol sud magnètic i l'Estació del Pol Sud d'Amundsen–Scott.
La superfície de l'EAIS és el lloc més sec, més ventós i més fred de la Terra. Manca d'humitat a l'aire, alt albedo de la neu, així com l'elevació constant de la superfície va donar lloc als registres de temperatura freda de gairebé -100 °C. És l'únic lloc de la Terra prou fred perquè la inversió de la temperatura atmosfèrica es produeixi de manera consistent. És a dir, mentre que l'atmosfera és típicament més càlida prop de la superfície i es torna més fresca a major elevació, l'atmosfera durant l'hivern antàrtic és més fresca a la superfície que a les seves capes mitjanes. En conseqüència, els gasos d'efecte hivernacle atrapen la calor a l'atmosfera mitjana i redueixen el seu flux cap a la superfície mentre dura la inversió de temperatura.
A causa d'aquests factors, l'Antàrtida oriental havia experimentat un lleuger refredament durant dècades, mentre que la resta del món s'escalfava com a resultat del canvi climàtic. L'escalfament clar a l'Antàrtida oriental només va començar a produir-se des de l'any 2000 i no es va detectar de manera concloent fins a la dècada de 2020. A principis de la dècada del 2000, el refredament a l'Antàrtida oriental que aparentment superava l'escalfament a la resta del continent va ser sovint malinterpretat pels mitjans i ocasionalment utilitzat com a argument per a la negació del canvi climàtic. Després del 2009, les millores en el rècord instrumental de temperatura de l'Antàrtida han demostrat que l'escalfament a l'Antàrtida occidental va provocar un escalfament net constant a tot el continent des del 1957.
Com que la capa de gel de l'Antàrtida oriental amb prou feines s'ha escalfat, encara està guanyant gel de mitjana, per exemple, les dades de satèl·lit GRACE van indicar un augment de massa de l'Antàrtida oriental de 60 ± 13.000 milions de tones anuals entre 2002 i 2010. És més probable que es vegi primer pèrdues sostingudes de gel als seus llocs més vulnerables, com ara la glacera Totten i la conca de Wilkes. A vegades, aquestes àrees es descriuen col·lectivament com les conques subglacials de l'Antàrtida oriental, i es creu que un cop l'escalfament arribi al voltant dels 3 °C, començarien a col·lapsar-se durant un període d'uns 2.000 anys. Aquest col·lapse augmentaria finalment entre 1,4 m i 6,4 m al nivell del mar, depenent del model de capa de gel utilitzat. L'EAIS en conjunt conté prou gel per elevar el nivell del mar global en 53,3 m. Tanmateix, caldria un escalfament global entre 5 °C i 10 °C, i un mínim de 10.000 anys perquè es perdés tota la capa de gel.

## Descripció

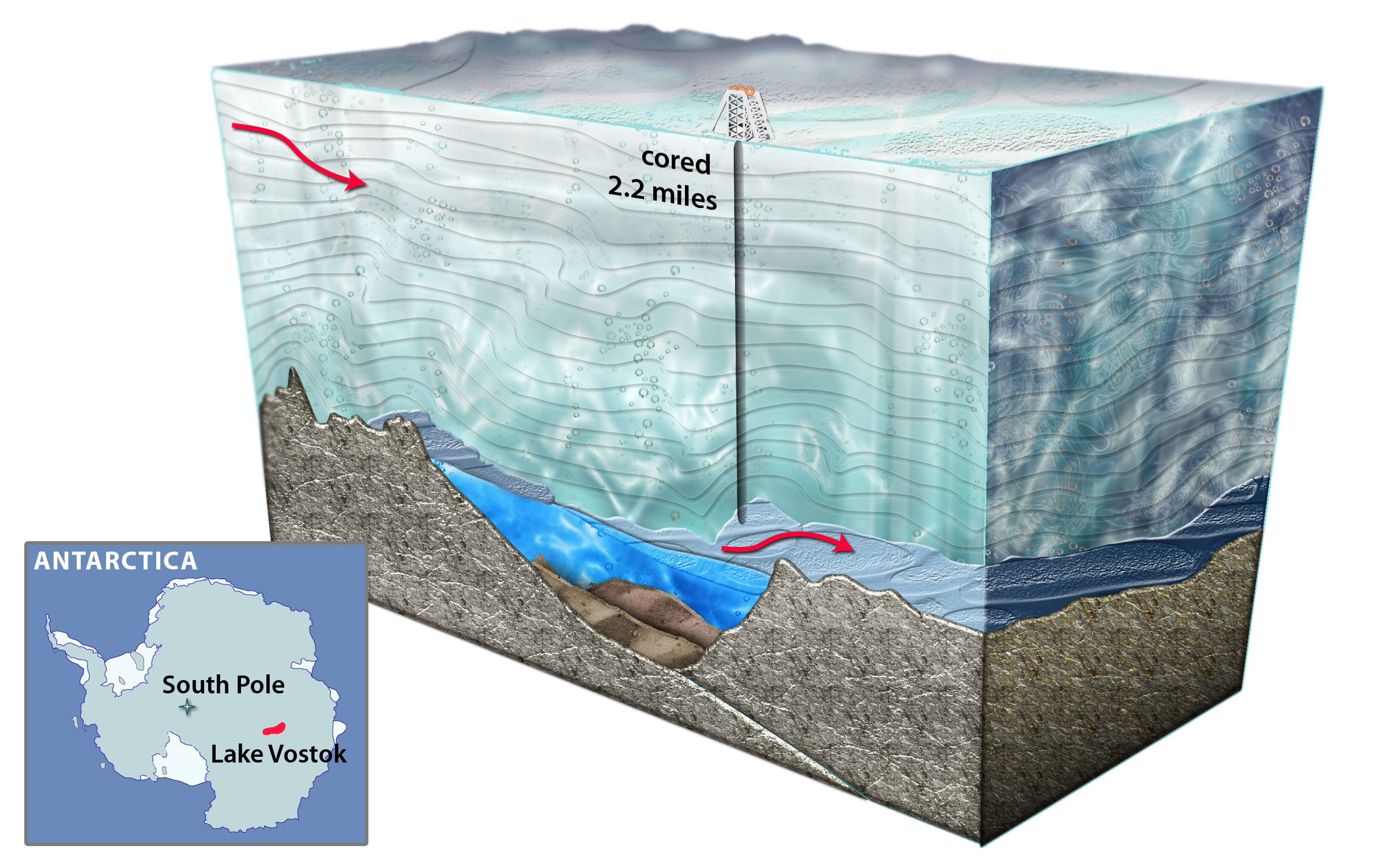
Ubicació i diagrama del Llac Vostok, un llac subglacial prominent sota la capa de gel de l'Antàrtida oriental.

La capa de gel de l'Antàrtida oriental es troba directament a sobre de l'Escut antàrtic oriental, un crató (àrea estable de l'escorça terrestre) amb una àrea de 10.200.000 km2, que representa al voltant del 73% de tota la massa terrestre antàrtica. L'Antàrtida oriental està separada de l'Antàrtida occidental a causa de la presència de les muntanyes transantàrtiques, que abasten prop de 3.500 km des del mar de Weddell fins al mar de Ross, i tenen una amplada de 100-300 km.
La capa de gel té un gruix mitjà d'uns 2,2 km. El gel més gruixut de l'Antàrtida es troba prop de la Terra d'Adèlia prop de la costa sud-est de la capa de gel, a la conca subglacial de l'Astrolabe, on va mesurar 4.897 m cap al 2013. Molt de la capa de gel ja es troba a una gran elevació: en particular, l'altiplà del Dom d'Argus té una alçada mitjana d'uns 4 km, i, tanmateix, es troba sota la serralada de Gàmburtsev, que té la mitjana d'alçada de 2,7 km i té una mida aproximadament equivalent als Alps europeus. En conseqüència, el gruix del gel d'aquestes muntanyes oscil·la entre aproximadament 1 km sobre els seus pics i uns 3 km sobre les valls.

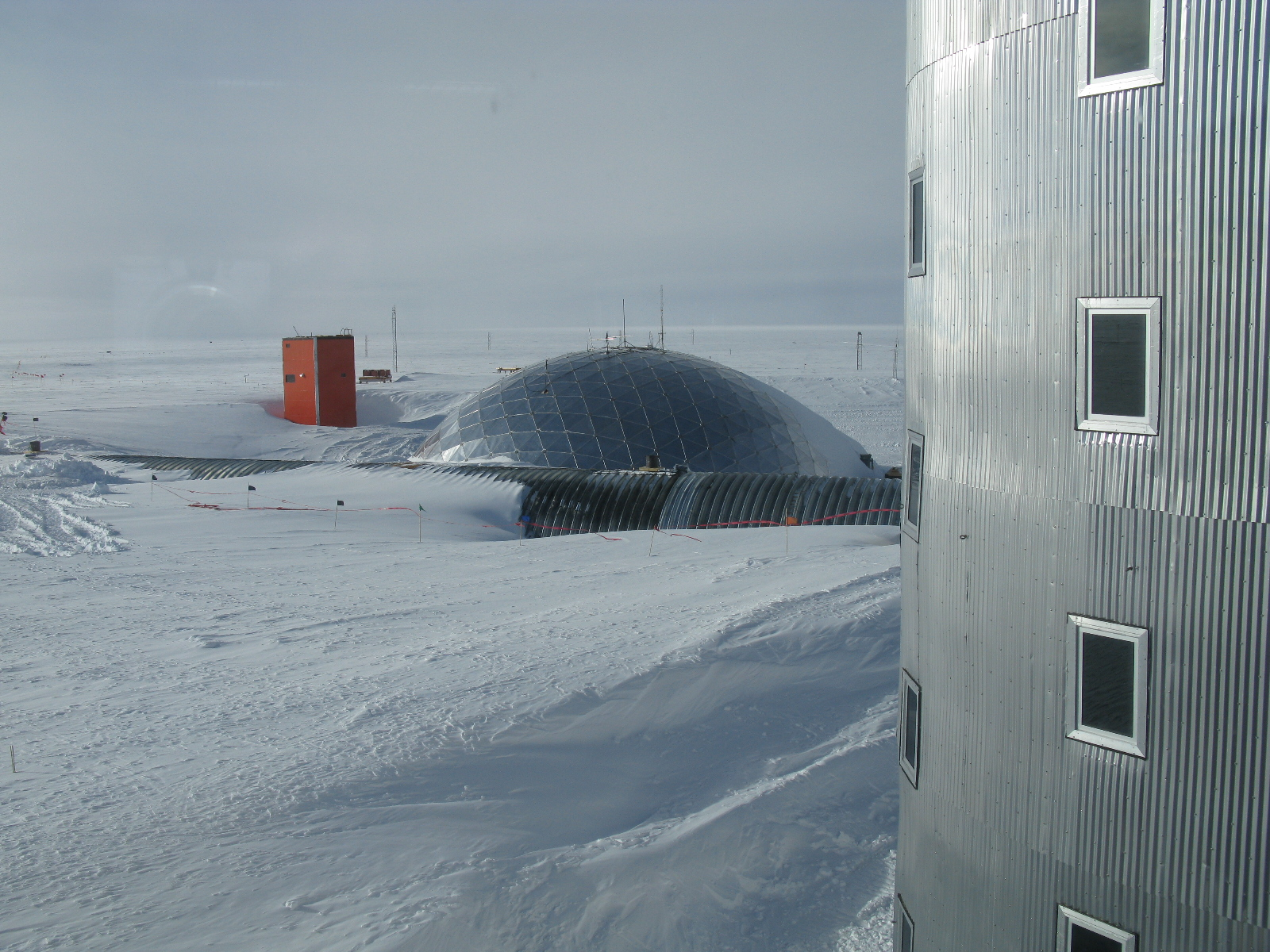
Estació d'investigació al pol Sud.

Aquestes elevacions elevades són una raó important per la qual la capa de gel és el lloc més sec, més ventós i més fred de la Terra. La cúpula A, en particular, va establir rècords de temperatura freda de gairebé -100 °C. Les úniques zones lliures de gel de l'Antàrtida oriental són on hi ha massa poca precipitació anual per formar una capa de gel, com és el cas de les anomenades valls seques de McMurdo de la Terra de Victòria. Una altra excepció són els llacs subglacials, que es troben tan profunds sota el gel que el punt de fusió de pressió està molt per sota dels 0 °C.
Molts països han fet reclamacions territorials a l'Antàrtida. Dins d'EAIS, el Regne Unit, França, Noruega, Austràlia, Xile i l'Argentina reclamen una part (de vegades solapada) com a territori propi.

## Història geològica

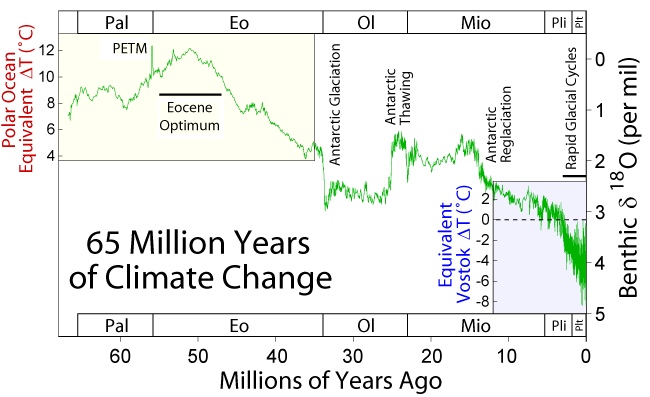
La temperatura climàtica polar canvia al llarg del Cenozoic, mostrant la glaciació de l'Antàrtida cap al final de l'Eocè, descongelant-se cap al final de l'Oligocè i la re-glaciació posterior del Miocè.

Tot i que se sap que glaceres i casquets de gel relativament petits estaven presents a l'Antàrtida almenys des de l'època del Paleocè final, fa 60 milions d'anys, una capa de gel adequada no es va començar a formar fins a l'esdeveniment d'extinció de l'Eocè-Oligocè fa uns 34 milions d'anys, quan els nivells de CO2 atmosfèrics van caure per sota de 750 parts per milió. Inicialment era inestable i no va créixer fins a cobrir de manera consistent tot el continent fins fa 32,8 milions d'anys, quan els nivells de CO2 havien baixat encara més per sota de les 600 ppm.
Després, la capa de gel de l'Antàrtida oriental va disminuir substancialment durant l'òptim climàtic del Miocè mitjà fa 15 milions d'anys, però va començar a recuperar-se fa uns 13,96 milions d'anys. Des d'aleshores, havia estat en gran part estable, experimentant un canvi "mínim" en l'extensió de la seva superfície durant els últims 8 milions d'anys. Tot i que encara s'havia aprimat almenys 500 m durant el període del Plistocè, i menys de 50 m des de l'Últim Màxim Glacial, l'àrea terrestre coberta pel gel a l'Antàrtida Oriental es va mantenir en gran part igual. En canvi, es creu que la capa de gel de l'Antàrtida Occidental més petita es va col·lapsar en gran manera tan recentment com durant el període Eemià, fa uns 125.000 anys.

## Canvi climàtic recent

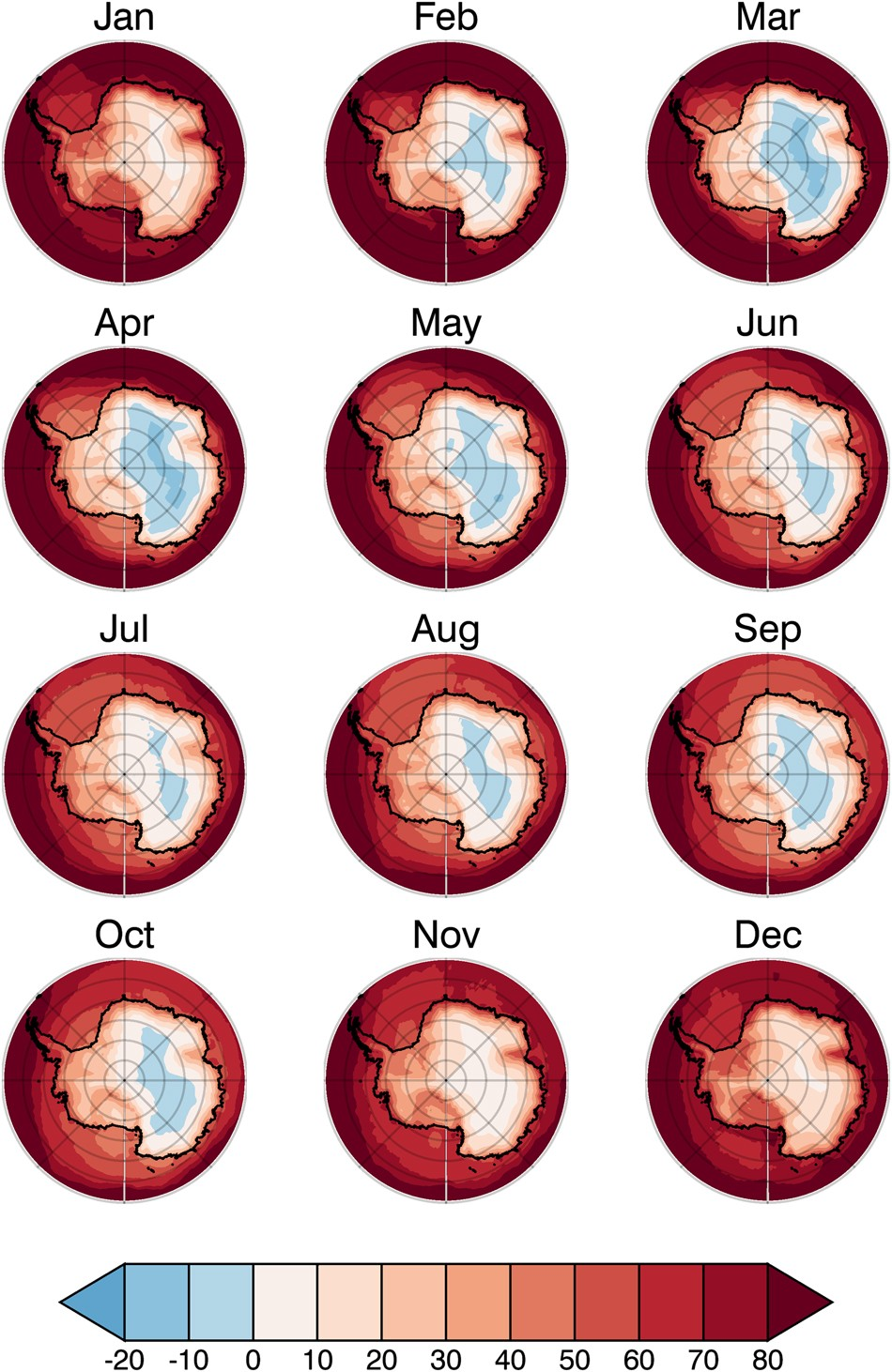
Parts de l'Antàrtida oriental (marcades en blau) són actualment l'únic lloc de la Terra que experimenta regularment un efecte hivernacle negatiu. A majors nivells d'escalfament, és probable que aquest efecte desaparegui a causa de l'augment de les concentracions de vapor d'aigua a l'Antàrtida.

L'Antàrtida en conjunt té poca sensibilitat al canvi climàtic perquè està envoltada per l'Oceà Austral, que és més eficaç per absorbir calor que qualsevol altre oceà a causa dels corrents de la circulació capgirant de l'Oceà Austral, quantitats molt baixes de vapor d'aigua (que condueix la calor a través de l'atmosfera) i per l'alt albedo (reflectivitat) de la seva superfície gelada i del gel marí que l'envolta. Aquests factors fan que l'Antàrtida sigui el continent més fred, i l'Antàrtida oriental és, a més, més fresca que l'Antàrtida occidental, perquè es troba a una elevació substancialment més gran. Per tant, és l'únic lloc de la Terra prou fred perquè la inversió de la temperatura atmosfèrica es produeixi cada hivern. Mentre que l'atmosfera de la Terra és més càlida prop de la superfície i es torna més freda a mesura que augmenta l'elevació, la inversió de temperatura durant l'hivern antàrtic fa que les capes mitjanes de l'atmosfera siguin més càlides que la superfície.
Això condueix a l'efecte hivernacle negatiu a escala local, on els gasos d'efecte hivernacle atrapen la calor a l'atmosfera mitjana i redueixen el seu flux cap a la superfície i cap a l'espai, mentre que normalment impedeixen el flux de calor de l'atmosfera inferior i cap a l'espai. Aquest efecte dura fins al final de l'hivern antàrtic. En conseqüència, l'Antàrtida oriental havia experimentat un refredament durant les dècades de 1980 i 1990, tot i que la resta de la Terra s'estava escalfant. Per exemple, entre 1986 i 2006 hi havia hagut un refredament de 0,7 °C per dècada a l'estació del llac Hoare a les valls seques de McMurdo. Un article de Peter Doran de 2002 va suggerir que el refredament a l'Antàrtida oriental va superar l'escalfament de la resta del continent. Tot i que el document estimava que al voltant del 42% de l'àrea de l'Antàrtida s'havia escalfat, molts mitjans de comunicació van descriure erròniament com una prova que no hi havia escalfament a l'Antàrtida. El 2004, l'autor Michael Crichton va utilitzar aquest refredament com un dels seus arguments per negar el canvi climàtic a la seva novel·la State of Fear. Primer, altres científics, i després el mateix Peter Doran, finalment, van haver de desmentir les afirmacions del llibre.

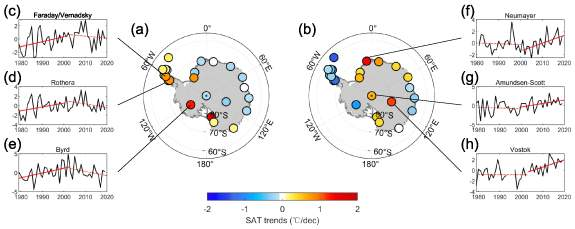
L'Antàrtida oriental havia demostrat un refredament a les dècades de 1980 i 1990, fins i tot quan l'Antàrtida occidental s'escalfava (costat esquerre). Els canvis en els patrons atmosfèrics havien invertit la tendència dels anys 2000 i 2010 (a la dreta)

El 2009, es va demostrar que la capa de gel de l'Antàrtida occidental s'ha escalfat més de 0,1 °C/dècada des de la dècada de 1950, donant lloc a una tendència d'escalfament estadísticament significativa a l'Antàrtida de >0,05 ° C/dècada des de 1957. Investigacions posteriors van trobar que després de l'any 2000, l'escalfament de les ubicacions de l'Antàrtida occidental es va alentir o es va revertir parcialment entre el 2000 i el 2020, mentre que l'interior de l'Antàrtida oriental havia demostrat un escalfament clar. Això va passar a causa dels canvis locals en el Mode anular del sud, el patró dominant de la variabilitat climàtica sobre l'Antàrtida. Alguns d'aquests canvis van ser causats perquè la capa d'ozó va començar a recuperar-se després del Protocol de Montreal.

Vista aèria dels fluxos de gel a la glacera Denman, una de les relativament poques glaceres de l'Antàrtida oriental que se sap que està perdent massa.

L'escalfament limitat i les temperatures ja baixes a l'Antàrtida oriental fan que, a principis de la dècada de 2020, la majoria d'evidències observacionals mostren que continua guanyant massa. Algunes anàlisis han suggerit que ja va començar a perdre massa als anys 2000, però van sobreextrapolar algunes pèrdues observades a les zones mal observades, i un registre d'observació més complet mostra un augment de massa continu. Com que actualment està guanyant massa, no s'espera que la capa de gel de l'Antàrtida oriental tingui un paper en l'augment del nivell del mar del segle XXI. Tanmateix, encara està subjecte a canvis adversos, com ara la retirada de la Glacera Denman, o el flux de corrent oceànic més càlid cap a les cavitats de gel que hi ha sota les plataformes de gel com la plataforma de gel de Fimbul a la Terra de la Reina Maud.

## Futur a llarg termini

Si els països redueixen significativament les emissions de gasos d'efecte hivernacle (traça més baixa), llavors l'augment del nivell del mar l'any 2100 es pot limitar a 0,3-0,6 m. Si les emissions s'acceleren ràpidament (traça superior), el nivell del mar podria augmentar 5 m el 2300. Això implicaria la pèrdua de gel de l'EAIS.

Si l'escalfament global arribés a nivells més alts, aleshores l'EAIS tindria un paper cada cop més important en l'augment del nivell del mar que es produirà després del 2100. Segons els informes més recents del Grup Intergovernamental sobre el Canvi Climàtic (SROCC i el Sisè informe d'avaluació de l'IPCC), l'escenari de canvi climàtic més intens, on les emissions antropogèniques augmenten contínuament, RCP8.5, donaria lloc al fet que només l'Antàrtida perdés una mediana d'1,46 m (interval de confiança entre 60 cm i 2,89 m) per l'any 2300, la qual cosa implicaria alguna pèrdua de l'EAIS a més de l'erosió del WAIS. Aquest augment del nivell del mar només a l'Antàrtida s'afegeix a les pèrdues de gel de la capa de gel de Groenlàndia i les glaceres de muntanya, així com l'expansió tèrmica de l'aigua de l'oceà. Si l'escalfament es mantingués a nivells elevats durant molt de temps, aleshores la capa de gel de l'Antàrtida oriental es convertiria en el principal contribuent a l'augment del nivell del mar, simplement perquè conté la quantitat més gran de gel.
La pèrdua de gel sostinguda de l'EAIS començaria amb l'erosió significativa de les anomenades conques subglacials, com ara la Glacera Totten i Conca Wilkes, que es troben en llocs vulnerables sota el nivell del mar. L'evidència del Plistocè mostra que la conca de Wilkes probablement havia perdut prou gel per afegir 0,5 m al nivell del mar fa entre 115.000 i 129.000 anys, durant l'Eemià, i uns 0,9 m entre fa 318.000 i 339.000 anys, durant la Marine Isotope Stage 9. Ni Wilkes ni les altres conques subglacials es van perdre del tot, però les estimacions suggereixen que es comprometrien a desaparèixer un cop l'escalfament global arribi als 3 °C: l'interval de temperatures plausible està entre 2 °C i 6 °C. Aleshores, les conques subglacials col·lapsarien gradualment durant un període d'uns 2.000 anys, encara que pot ser tan ràpid com 500 anys o tan lent com 10.000 anys. La seva pèrdua finalment augmentaria entre 1,4 m i 6,4 m al nivell del mar, depenent del model de capa de gel utilitzat. El rebot isostàtic de la nova terra lliure de gel també afegiria 8 cm i 57 cm, respectivament.

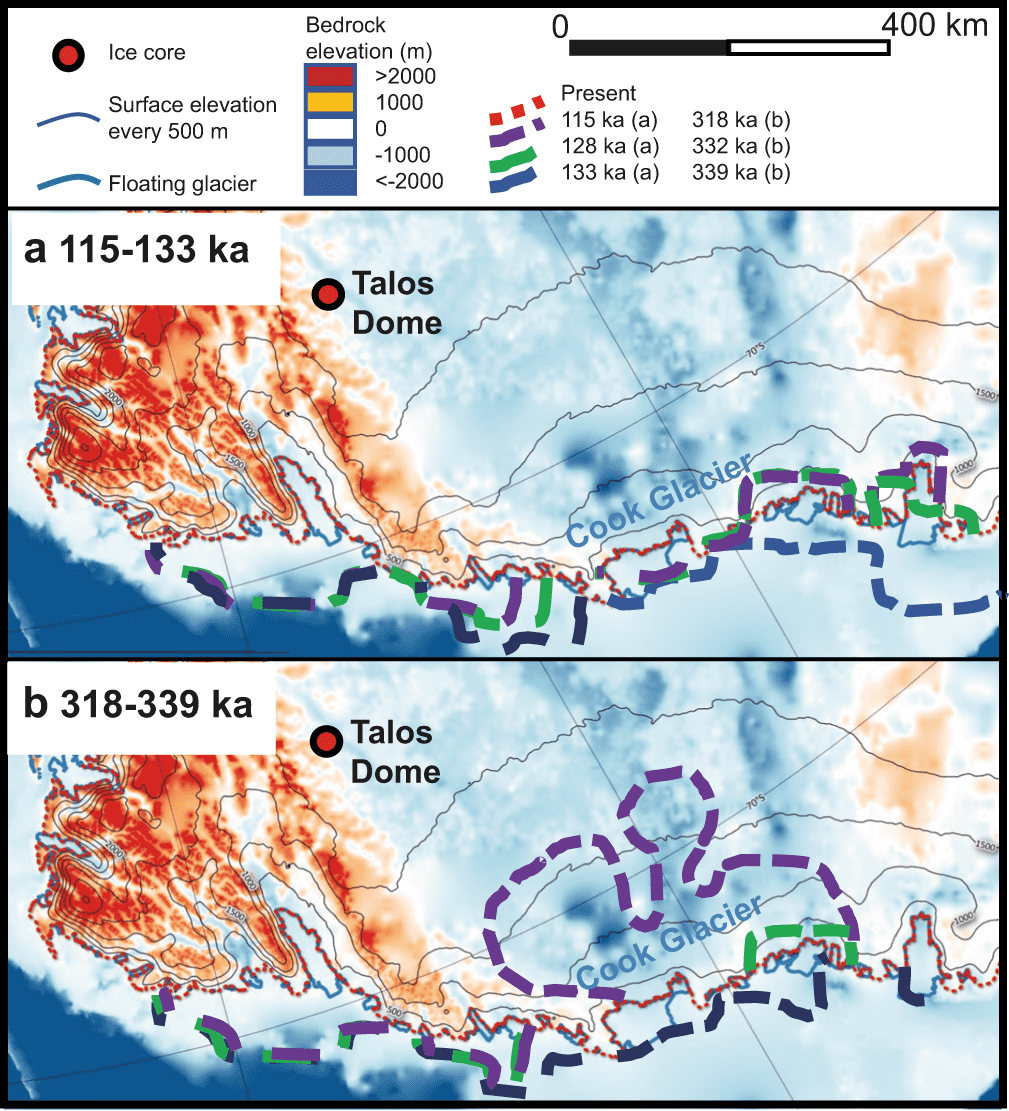
Retirada de la Glacera Cook, una part clau de la conca de Wilkes, durant l'Eemià fa ~120.000 anys i un Plistocè interglacial anterior fa ~330.000 anys. Aquestes retirades haurien afegit uns 0,5 m i 0,9 m a l'augment del nivell del mar.

Tota la capa de gel de l'Antàrtida oriental conté prou gel per elevar el nivell del mar global en 53,3 m. La seva fusió completa també és possible, però requeriria un escalfament molt elevat i molt de temps: el 2022, una àmplia avaluació dels punts d'inflexió del sistema climàtic publicada a Science Magazine va concloure que la capa de gel trigaria un mínim de 10.000 anys a fondre's completament. El més probable és que es comprometi a la desaparició total només un cop l'escalfament global arribi a uns 7,5 °C, amb el rang mínim i màxim entre 5 °C i 10 °C. Una altra estimació va suggerir que es necessitarien almenys 6 °C per fondre dos terços del seu volum.
Si desaparegués tota la capa de gel, aleshores el canvi en la retroalimentació de gel-albedo augmentaria la temperatura global en 0,6 °C, mentre que les temperatures regionals augmentarien uns 2 °C. La pèrdua de les conques subglacials només afegiria uns 0,05 °C a les temperatures globals a causa de la seva àrea relativament limitada i un impacte corresponentment baix en l'albedo global.